# Bronisław Komorowski
Bronisław Maria Komorowski [brɔˈɲiswaf kɔmɔˈrɔfskʲi] (Oborniki Śląskie, Polonia, 4 de junio de 1952) es un político polaco que ostentó el cargo de Presidente de Polonia desde el 10 de abril de 2010 tras la muerte de Lech Kaczyński hasta el 6 de agosto de 2015.
Militó en Unión Democrática (Unia Demokratyczna), Alianza de la Libertad (Unia Wolnośći), Partido Conservador-Popular (Stronnictwo Konserwatywno-Ludowe). Actualmente es uno de los líderes de la Plataforma Cívica, de centro derecha liberal y europeísta.
Procedente de una familia noble polaca (emparentado con el héroe del Alzamiento de Varsovia de 1944 el general conde Tadeusz Bór-Komorowski, y con la actual reina Matilde de Bélgica), durante la época comunista fue miembro de los Scout, en donde ya se destacó por su oposición del régimen. Trabajó como periodista y editor, desde cuya posición publicó textos críticos con el comunismo, lo que le supuso sufrir prisión durante gran parte de los años 80. En esta época, ya estaba unido al movimiento Solidaridad liderado por Lech Wałęsa. 
Tras la caída del régimen del general Wojciech Jaruzelski (1989) y con la llegada de la democracia fue diputado y posteriormente ministro de Defensa (2000-2001), en el gobierno liderado por Jerzy Buzek. Tras las últimas elecciones legislativas (2007) y el triunfo de Plataforma Cívica, fue nombrado presidente del parlamento polaco.
El 10 de abril de 2010, a consecuencia del fallecimiento del presidente Lech Kaczyński en un accidente de aviación en Smolensk (Rusia), asumió el cargo de presidente de Polonia en funciones, en su calidad de presidente del legislativo, de acuerdo con las disposiciones constitucionales, con la obligación de ejercer el cargo de manera interina hasta la convocatoria de nuevas elecciones presidenciales en el plazo máximo de 2 meses.
Habiéndose presentado como candidato a las elecciones presidenciales, Komorowski tuvo que competir con el ex primer ministro Jarosław Kaczyński, hermano gemelo del fallecido presidente, lo que supuso una campaña electoral muy cargada de emociones, agudizadas más aún cuando ambos candidatos pasaron el 20 de junio a la segunda vuelta. Finalmente, Komorowski se impuso en las elecciones del domingo 4 de julio con el 51,5% de los votos.
Cuatro días más tarde, el 8 de julio, Komorowski dimitió como presidente del Sejm y, como consecuencia, dejó de ejercer interinamente la jefatura del Estado, hasta su investidura formal como presidente el 6 de agosto.

## Distinciones honoríficas
- Caballero de la Orden del Águila Blanca (Polonia).
- Gran cruz de la Orden de Polonia Restituida (Polonia).
- Caballero de la Orden de los Serafines (Suecia, 4 de mayo de 2011).
- Caballero gran collar de la Orden del Infante Don Enrique (Portugal, 19 de abril de 2012).[2]
- Collar de la Orden al Mérito de la República Italiana (Italia, 10 de junio de 2012).[3]
- Doctor Honorario de la Universidad de Mykolas Romeris en Vilnius (Lituania, 14 de enero de 2008).